# Ариперт I
Вижте пояснителната страница за други личности с името Ариперт.
Ариперт I (на латински: Aripert I, също: Aribert) е крал на лангобардите (653 – 661).

## Живот
Син е на херцога от Бавария, агилолфинга Гундоалд на Асти, брат на Теодолинда, който през 616 г. е убит със стрела. Негов прадядо е крал Вахо.
Резиденцията му е в Павия, където също е и последният ариански епископ Анастасий. Строи първата католическа църква „Св. Салватор“ пред стените на града.
За разлика от предшественика си Ротари, Ариперт се стреми към мир с Византия. Той е първият католически крал на лангобардите.
За свои наследници определя още младите си синове Годеперт и Перктарит, което след неговата смърт води до временна криза, решена след година от Гримоалд, който побеждава двамата и става крал.

## Деца
- Годеперт († 662 убит)
- Перктарит († 688)
- Теодората, женена за Гримоалд, крал на лангобардите (662 – 671).